# گندم تک‌دانه

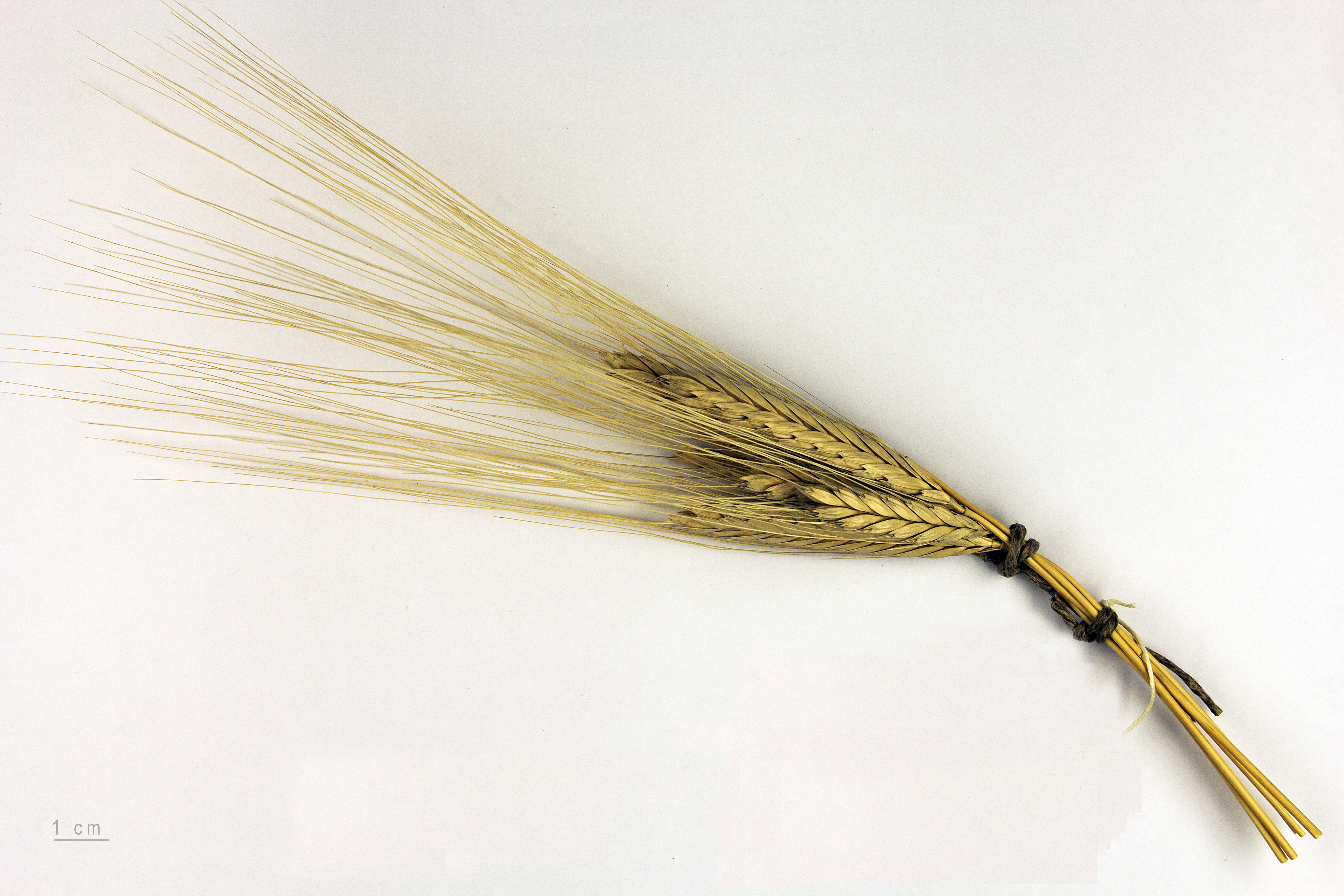
Triticum monococcum

گندم تک‌دانه که با نام اینکورن نیز شناخته می‌شود، می‌تواند اشاره‌ای به گونه‌ای وحشی از گندم (با نام علمی Triticum boeoticum) یا به گونه‌ای اهلی از آن (با نام علمی Triticum monococcum) باشد. هر دو گونه وحشی و اهلی گونه‌های جدا محسوب می‌شوند که در زیرگونه T. monococcum قرار می‌گیرند. اینکورن گونه‌ای پلوئیدی از گندم پوسته‌دار و بخشی از غلات محسوب می‌شود. گونه اهلی این گیاه مشابه گونه وحشی می‌باشد.
گندم تک‌دانه در کنار گندم دودانه یکی از محصولات مورد استفاده در دوره نوسنگی بوده‌است. دانه‌های اینکورن وحشی در سایت‌های اکتشافی دوره پارینه سنگی در هلال حاصلخیز یافت شده‌است. این گونه برای اولین بار در ۷۵۰۰ سال پیش از میلاد مسیح در دوره پیشانوسنگی اهلی شد. شواهدی از دی‌ان‌ای گونه اهلی آن در نزدیکی قرجه‌داغ در جنوب شرقی ترکیه امروزی یافت شده‌است. کشت این محصول در دوره عصر برنز کاهش یافته و امروزه به ندرت کاشته می‌شود، هر چند که بازار جدید به عنوان غذایی بهداشتی پیدا کرده‌است. این محصول همچنان به عنوان محصولی محلی بیشتر برای ساخت بلغور یا برای غذای حیوانات در کوهستان‌های فرانسه، مراکش، یوگسلاوی سابق، ترکیه و دیگر کشورها مورد استفاده قرار می‌گیرد. این گونه در خاک‌های نه چندان غنی که گونه‌های دیگر امکان رشد ندارند می‌تواند رشد کند. 